# Кушнір Антон Андрійович
Кушнір Антон Андрійович (*26 серпня 1983) — український письменник, перекладач, журналіст.

## Біографічні відомості
Антон Кушнір народився в Києві. Навчався в Українському гуманітарному ліцеї Київського національного університету, згодом в Інституті журналістики Київського національного університету. У студентські роки був членом редколегії літературного альманаху «Святий Володимир», у якому мав перші літературні публікації. Займався літературною критикою, матеріали виходили друком у «Дзеркалі тижня» та «Україні молодій». Один із критичних матеріалів був надрукований у зібранні творів Сергія Жадана «Капітал» (Харків: Фоліо, 2006). Очолював літературне угруповання «Шабаш». Працював кореспондентом, копірайтером, головним редактором. Веде блог «Транслітера», присвячений книжковій культурі та паралітературним явищам. Дипломант літературного конкурсу «Коронація слова 2011». Переможець премії «Дебют року» від газети «Друг читача» (2012).